# ویچر: منشأ خون
ویچر: منشأ خون (انگلیسی: The Witcher: Blood Origin) مینی‌سریال فانتزی است که توسط دکلن دی بارا و لورن اشمیت هیسریچ ساخته شده‌است. این مینی‌سریال تا حدودی از مجموعه‌کتاب‌های ویچر اثر آندژی ساپکوفسکی اقتباس شده‌است و پیش‌درآمدی بر مجموعهٔ تلویزیونی ویچر است. ویچر: منشأ خون در ۲۵ دسامبر ۲۰۲۲ از نتفلیکس پخش شد و متشکل از چهار قسمت است.

## داستان
داستان منشأ خون ۱۲۰۰ سال قبل از وقایع مجموعه تلویزیونی محصول نتفلیکس جریان دارد و خلق اولین ویچر را به تصویر می‌کشد. همچنین به تمدن باستانی الف‌ها قبل از مرگشان می‌پردازد.

## تولید
در ژوئیه ۲۰۲۰ اعلام شد که نتفلیکس به ساخت یک پیش‌درآمد به‌ صورت مینی سریال شش قسمتی برای مجموعه تلویزیونی اقتباسی خود از رمان‌های آندژی ساپکوفسکی اجازه داده‌است. دکلن دی بارا در مقام شورانر این مجموعه استخدام شد. در ژانویهٔ ۲۰۲۱، جودی ترنر-اسمیت برای بازی در این مجموعه انتخاب شد. لارنس اوفوارن در مارس به بازیگران پیوست، اما در آوریل، ترنر-اسمیت به دلیل تعارض در برنامه‌ریزی‌هایش مجبور به ترک پروژه شد. در ژوئیه، میشل یئو به گروه بازیگران اضافه شد، و بعداً سوفیا براون بازی در نقش رها شدهٔ ترنر-اسمیت را بر عهده گرفت.
فیلم‌برداری این مجموعه در اوت ۲۰۲۱ در بریتانیا آغاز شد و بازیگران دیگری از جمله لنی هنری، میرن مک، ناتانیل کورتیس و دیلان موران در آن اعلام شدند. دی بارا اعلام کرد که فیلم‌برداری آن به پایان رسیده‌است و پروژه در نوامبر ۲۰۲۱ به مرحله پس‌تولید رفت. سلین ترن در تیتراژ سریال به عنوان بدلکار میشل یئو اعلام شده‌است.
اولین تریلر این مجموعه پس از تیتراژ آخر فصل دوم ویچر در ۱۷ دسامبر ۲۰۲۱ منتشر شد.

## بازخورد
ویچر: منشأ خون در وبگاه نقد و بررسی راتن تومیتوز بر اساس نظر ۲۳ منتقد، امتیاز ۳۳٪  را کسب کرده‌است. اجماع منتقدان این وبگاه می‌گوید: «کاوشی سطحی از افسانه‌های باستانی مجموعهٔ فانتزی آندژی ساپکوفسکی، منشأ خون دی‌ان‌ای اجدادی را با ویچر به اشتراک می‌گذارد، اما کمتر از آنچه است که باعث به‌یادماندنی‌شدن مجموعهٔ مادر می‌شود.» این مجموعه در متاکریتیک، که از میانگین وزنی استفاده می‌کند، بر اساس نظر ۱۲ منتقد امتیاز ۴۷ از ۱۰۰ را کسب کرده که نشان‌گر «نقدهای مختلط یا متوسط» است.